# Moinhos da Gândara
A Freguesia de Moinhos da Gândara é uma freguesia portuguesa do Município da Figueira da Foz, com 10,74 km² de área e 1098 habitantes (censo de 2021). A sua densidade populacional é 102,2 hab./km².
A freguesia foi criada pela Lei n.º 25/97, de 12 de julho, por desanexação da vizinha freguesia de Alhadas.

## Demografia
A população registada nos censos foi:
| Distribuição da população por grupos etários | Distribuição da população por grupos etários | Distribuição da população por grupos etários | Distribuição da população por grupos etários | Distribuição da população por grupos etários |
| -------------------------------------------- | -------------------------------------------- | -------------------------------------------- | -------------------------------------------- | -------------------------------------------- |
| Ano                                          | 0-14 Anos                                    | 15-24 Anos                                   | 25-64 Anos                                   | > 65 Anos                                    |
| 2001                                         | 183                                          | 207                                          | 706                                          | 280                                          |
| 2011                                         | 149                                          | 132                                          | 662                                          | 322                                          |
| 2021                                         | 90                                           | 104                                          | 565                                          | 339                                          |

## História
A designação de Moinhos da Gândara alude aos moinhos de água e vento que existiam nesta zona "desde os princípios do século XIX, com a ajuda dos quais as pessoas fabricavam o seu próprio pão".
Não existem fontes históricas com base nas quais se possa dizer com exatidão quando se terá dado o início do povoamento da região onde a freguesia se insere. Porém, poderemos apontar alguns marcos históricos importantes, começando por apontar o domínio e a influência que a Ordem de Santa Cruz de Coimbra exerciam sobre os povos desta zona geográfica através da Quinta de Fôja, situada na freguesia de Santana, a cerca de 8 km de distância.
Aí imperaram durante séculos os denominados Frades Crúzios, pertencentes a uma conhecida ordem religiosa sediada no Mosteiro de Santa Cruz de Coimbra, que geriam e administravam não só a Quinta de Fôja, onde iniciaram a cultura do arroz, como toda esta região. Para isso, tomavam os Povos Vizinhos seus serviçais a troco de pequena soldada. As propriedades de toda a região eram dessa Ordem Religiosa, o que obrigava os habitantes dos povoados a pagarem a renda pelo amanho das terras.
Como pontos de referência desta gestão, temos ainda hoje algumas reminiscências, casos da Casa da Renda, situada no lugar e freguesia de Alhadas, e nome da povoação onde se situa a sede da Junta de Freguesia, Quinta dos Vigários.
Hoje, devido à constante fertilização dos solos e sistemas inovadores de rega, a terra é farta não o tendo sido em princípios deste século e até à década de sessenta, pelo que os indivíduos desta área davam origem a enormes fluxos migratórios, primeiro para o Brasil, depois para a Comporta e Ribatejo, e na década de sessenta para os países europeus, nomeadamente França, Luxemburgo, Suíça e Alemanha.

## Símbolos heráldicos
Após aprovação por unanimidade pela Junta e assembleia de Freguesia e depois respetiva publicação no Diário da República, III Série, de 19 de Julho de 1999, encontram-se registados na Direcção-Geral das Autarquias Locais os Símbolos Heráldicos desta freguesia, desde 26 de Julho do mesmo ano, sob o n.º 74/99.
Conforme "Parecer" da Comissão de Heráldica da Associação dos Arqueólogos Portugueses, os referidos símbolos são assim constituídos:

### Brasão
|  | Escudo de verde, barra ondada de prata e azul de três peças, entre uma armação de moinho de negro, vestida de prata e cordoada de ouro e uma roda de azenha do mesmo. Coroa mural de prata de três torres. Listel Branco com a legenda "Moinhos da Gândara". O ouro do Brasão é representado em Amarelo e simboliza os campos e areias da Gândara e a seara madura. O verde simboliza as searas em crescimento e as manchas florestais que caracterizam a nossa região. O azul e prata referidos simbolizam a água das ribeira valas dos "engenhos" existentes nas terras da Gândara. |

### Bandeira
Amarela. Cordão e borla de ouro e verde. Haste e lança de Ouro.

### Selo
|  | Nos termos da Lei, com a legenda: "JUNTA DE FREGUESIA DE MOINHOS DA GÂNDARA - FIGUEIRA DA FOZ". |

## Geografia e demografia
Moinhos da Gândara é uma freguesia portuguesa do Município da Figueira da Foz, com 10,74 km² de área e 1 265 habitantes (2011). densidade populacional: 117,8 hab/km².

### Localidades da freguesia
- Arneiro de Sazes;
- Casal dos Chouriços;
- Cunhas;
- Gestinha;
- Lafrana de Baixo;
- Lafrana de Cima;
- Quinta dos Vigários;
- Ribas;
- Azenha da Amieira;

## Diversos

### Festas e romarias
Festa da Nossa Senhora da Saúde: Festejos realizavam-se habitualmente durante a 2ª quinzena de Agosto, mas com o elevado número de emigrantes existentes na freguesia optou-se por se mudar a festa para o primeiro fim-de-semana de Agosto, por forma a que os nossos populares residentes no estrangeiro também pudessem assistir aos festejos enquanto cá estão nas suas férias. No ano de 2014, as festas de Nossa Senhora da Sáude terão lugar na 2ª Quinzena de Agosto, mais concretamente nos dias 22, 23 e 24 de agosto.

### Património
- Alguns moinhos
- Fontanários
- Capela

### Instituições e grupos
- Rancho Folclórico "As Morenitas da Gândara"
- Associação Cultural Recreativa e Desportiva da Gândara
- Associação Cívica de Defesa dos Moinhos e do Ambiente
- Centro Social Paroquial Áqua Viva - Pólo Nossa Senhora da Saúde
- Clube Columbófilo "Asas Rápidas dos Vigários"
- Comissão de Festas "Nossa Senhora da Saúde"
- "EmCantos" - Grupo de Música Popular Portuguesa
- Grupo de Jovens . "SOMOS UM"